# Perasia fasciata
Perasia fasciata är en fjärilsart som beskrevs av Max Wilhelm Karl Draudt 1940. Perasia fasciata ingår i släktet Perasia och familjen nattflyn. Inga underarter finns listade i Catalogue of Life.